# NGC 1574
NGC 1574 (другие обозначения — ESO 157-22, AM 0421-570, PGC 14965) — галактика в созвездии Сетки. Открыта Джоном Гершелем в 1834 году. Описание Дрейера: «довольно яркий, небольшой объект круглой формы, более яркий в середине». Галактика удаляется от Млечного Пути со скоростью 1040 км/с и удалена на 55 миллионов световых лет. Её диаметр составляет около 65 тысяч световых лет.
Этот объект входит в число перечисленных в оригинальной редакции «Нового общего каталога». В Атласе морфологических типов галактик де Вокулёра галактика служит образцом галактики типа SB0-.
Галактика NGC 1574 входит в состав группы галактик la Dorade. Помимо NGC 1574 в группу также входят ещё 25 галактик.